# کیهان

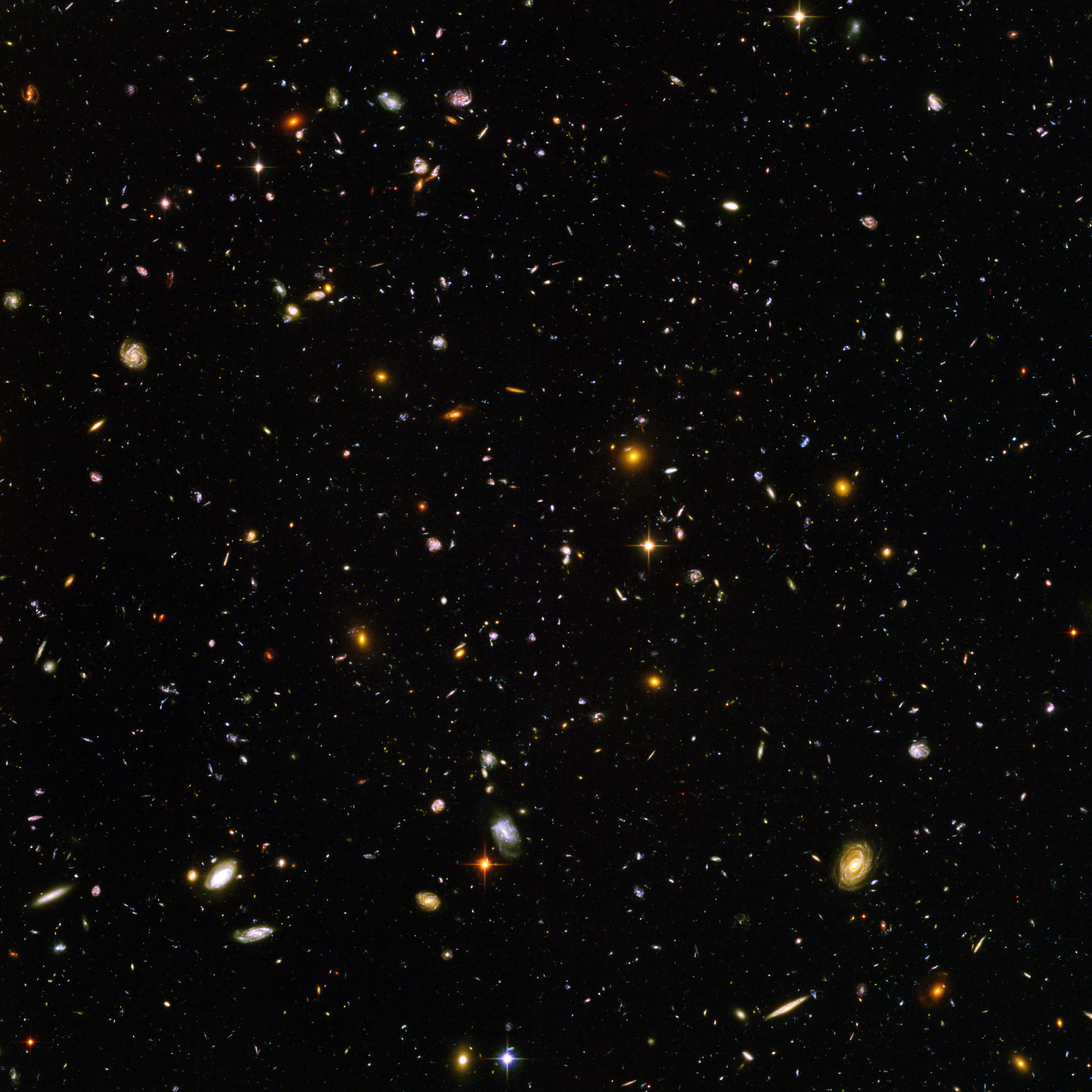
بزرگ‌ترین گسترهٔ کیهان تاکنون

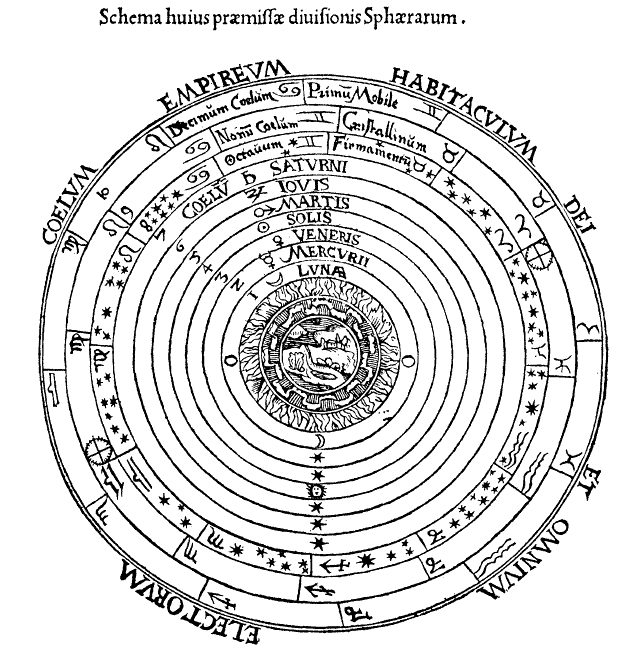
کیهان باستان و سده‌های میانه آنچنان که در کتاب Cosmographia از پیتر آپیان نمایش داده شده‌است.

کِیهان (به انگلیسی: Cosmos) در کلی‌ترین تعریفش، یک سامانهٔ به‌سامان و هماهنگ است. کیهان‌شناسی شاخه‌ای از دانش فیزیک است که به شناخت پیدایش و فرگشت کیهان می‌پردازد.

## ریشه‌شناسی
از نظر ریشه، واژه کیهان دگرگون‌شده واژه «گیهان» فارسی میانه است، که واژه‌های «جهان» و «گیتی» نیز از همان ریشه آمده‌اند.

## فلسفه
گفته شده‌است که فیثاغورس اولین فیلسوفی بوده‌است که اصطلاح Kāheykeŝān به عنوان جهان را به کار برده‌است، و شاید اشاره به آسمان پرستاره داشته‌است.

## سن و اندازه کیهان
اندازه قطر و سن کل کیهان ناشناخته است.
اما با توجه به نظریه‌های علمی، ۱۳٫۷ میلیارد سال پیش آغاز شد، اندازه قطر جهان هستی که در حال حاضر قابل مشاهده است گمان می‌رود که در حدود ۹۳ میلیارد سال نوری باشد.